# Istiophorus

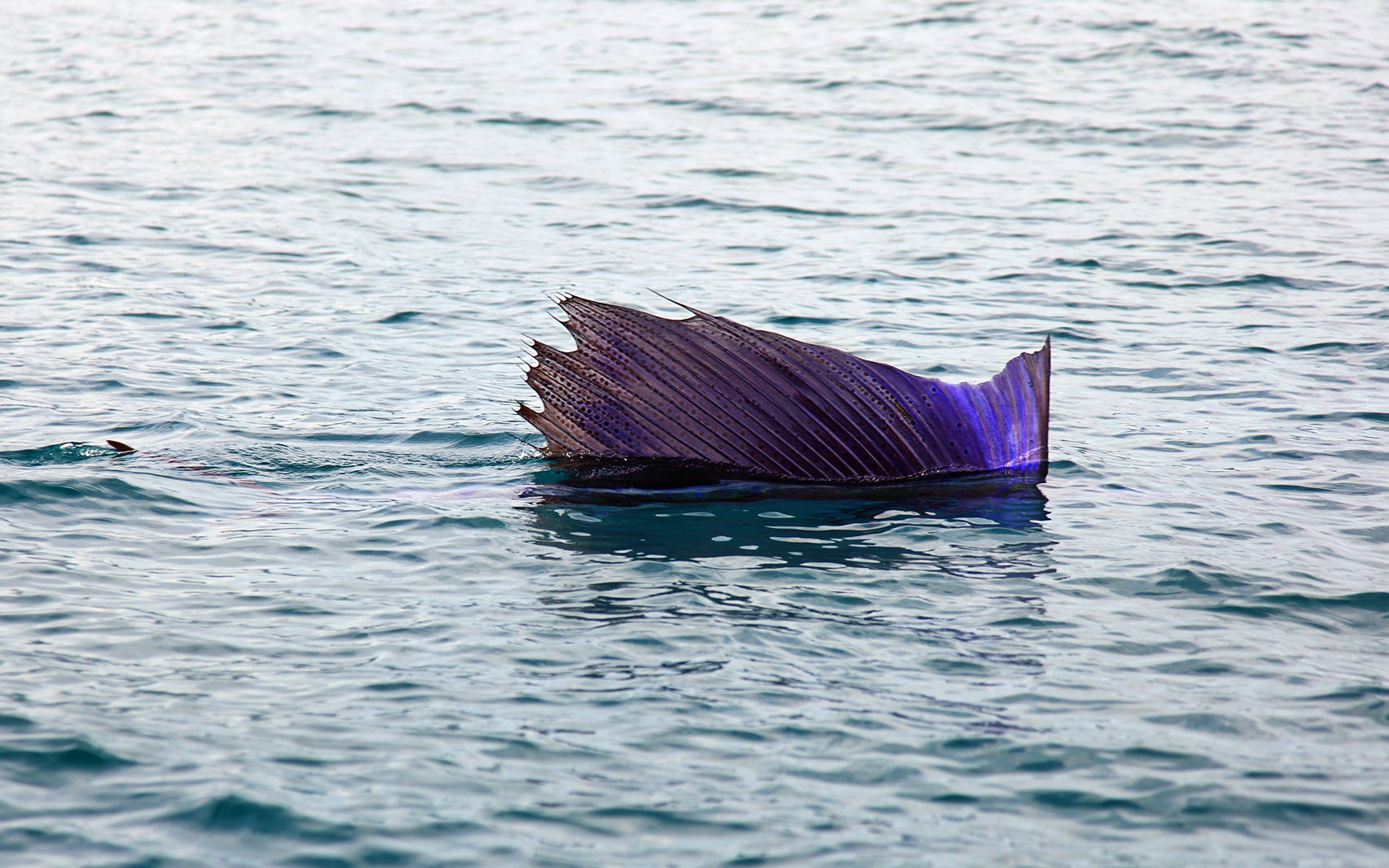
Peixe-vela do Indo-Pacífico (Istiophorus platypterus) exibindo o seu comportamento de vela.

Istiophorus Lacépède, 1801 é um género de peixes pelágicos pertencentes à família Istiophoridae com distribuição natural nas regiões tropicais e subtropicais do Oceano Atlântico (incluindo o Golfo do México), Oceano Pacífico e Oceano Índico. As espécies que integram este género são conhecidas pelo nome comum de peixes-vela devido à sua grande barbatana dorsal.

## Descrição
Com o seu corpo afilado, de coloração azul metalizado, hidrodinâmico e musculoso, podendo atingir 3 m de comprimento e cerca de 100 kg de peso, é considerado um dos animais mais elegantes dos oceanos.
Apresenta uma cauda rígida em forma de "C", adaptada a grandes velocidades, e a sua alta barbatana dorsal, a "vela", corta a água como uma hélice. O focinho é aguçado, terminando numa ponta muito afilada.
A espécie é ovípara, libertando os seus ovos no alto mar.
Em distâncias curtas, o peixe-vela é um dos peixes mais rápidos dos oceanos. Foi comprovado que alcança velocidades de até 119 km/h. Nadando a mais de 30 m/s, em termos percorre uma distância de 50 metros em cerca de dois segundos, quando um humano levaria 29 segundos a percorrer a mesma distância nadando à velocidade do recorde mundial da modalidade. Esta velocidade é atingida graças a um pedúnculo caudal muito poderoso, e á forma hidrodinâmica do seu corpo, prolongado por uma mandíbula superior que ajuda a fender as águas.
Frequentemente é confundido com os peixes-agulhão do género Tetrapturus ou com os peixes-espada, com os quais tem em comum a morfologia hidrodinâmica, longas e afiladas mandíbulas e os espectaculares saltos fora da água. Contudo, apesar de pertencer à mesma família que os peixes-agulhão (marlins), já que o peixe-espada pertence à família mono-específica Xiphiidae, não é estreitamente aparentado, sendo apenas morfologicamente semelhante devido a convergência evolutiva. Alimenta-se de peixes e lulas, que persegue activamente fazendo uso da sua grande velocidade.
São conhecidas apenas duas espécies deste géneros: 
- Istiophorus albicans, o peixe-vela do Atlântico;
- Istiophorus platypterus, o peixe-vela do Indo-Pacífico.

As espécies deste género são consideradas entre os peixes mais nobres que se podem capturar na pesca lúdica, já que oferecem grande resistência através de rápidas e fortes carreiras subaquáticas e porque tenta através de espectaculares saltos livrar-se do anzol que acaba por perfurar a mandíbula.
Em 1963 ainda se conseguiam presas com um peso médio de 120 kg. No presente considera-se uma presa excelente quando o animal atinge os 40 kg, o que demonstra que os exemplares que estão a ser capturados actualmente são juvenis e que a pesca indiscriminada não permite que a espécie atinja o estado adulto. Actualmente é considerada em perigo de extinção no Atlântico.